# Gerhard Barg

Gerhard Barg (vor 1918)

Gerhard Barg (* 17. Juni 1858 in Strasburg (Westpreußen); † 16. Dezember 1926 in Rostock) war ein deutscher Schiffbauer, Yachtenkonstrukteur und Werftdirektor. Von 1891 bis 1924 prägte er als Direktor die Neptun Werft in Rostock.

## Leben
Gerhard Barg war der Sohn des Kreisrichters Hermann Barg. Er besuchte in Schulpforte, Insterburg und Elbing das Gymnasium. Ab dem 15. Lebensjahr absolvierte er die Gewerbe- und Schifffahrtsschule in Danzig und studierte zwei Jahre später an der Technischen Hochschule Berlin. Nach drei Jahren ging er nach England. Nachdem seine Bewerbung um eine Anstellung als Ingenieur an einer Werft in Newcastle on Tyne nicht erfolgreich war, arbeitete er dort als Schiffszimmermann. Ab 1883 war er als Ingenieur für die britischen Werften wie John Elder & Co. am Clyde und Harland & Wolff in Belfast tätig.
1885 kehrte Barg nach Deutschland zurück und arbeitete in einer Werft in Harburg. Danach wechselte er zur Firma J. A. Maffei nach München, wo auch Binnenschiffe gebaut wurden. Barg konstruierte und überwachte den Bau der Bodensee-Schiffe Zaehringen (1888),  Prinzregent (1890), Rupprecht (1892) und Überlingen (1895). Zudem entwarf er Raddampfer für den Starnberger See. Barg erlernte auf dem Starnberger See und auf dem Chiemsee das Segeln, für das er sich fortan besonders interessierte.
Nach einem weiteren Wechsel zu den Kieler Howaldtswerken intensivierte sich sein Interesse für den Yachtbau. 1890 begann er seine Tätigkeit für die Neptun-Werft in Rostock und wurde im Januar 1891 zum Vorstand der Werft bestellt. Mit seinem im Ausland erworbenen Wissen sorgte er für eine technische Modernisierung. unter seiner Leitung wurde die Große Schiffbauhalle erweitert sowie ein Schwimmdock, eine verbesserte Slipanlage und viele Sonderwerkzeugmaschinen für die speziellen Aufgaben einer modernen Werft zum Einsatz gebracht. Entscheidend war seine Mitwirkung am Ausbau des Handelschiffsbaues, der allerdings 1914 mit dem Ausbruch des Ersten Weltkrieges zum Erliegen kam. Barg nutzte seine guten Verbindungen, um für die Kaiserliche Flotte Minensuchboote zu liefern. Nach desolater wirtschaftlicher Lage und Inflation nach dem Krieg wurde Barg 1924 in den Aufsichtsrat gewählt. Er nutzte seine Beziehung nach München zu J. A. Maffei und konstruierte für den Chiemsee den Raddampfer Ludwig Fessler, der heute noch in Betrieb ist.
Als Segler war Barg Mitglied des Großherzoglich-Mecklenburgischen Yacht-Clubs in Rostock und seit 1921 dessen Ehrenmitglied.
Barg starb nach einer schweren Krankheit am 16. Dezember 1926 und wurde in einem Ehrengrab auf dem Neuen Friedhof der Stadt Rostock beerdigt.

### Privates
Barg heiratete 1887 in Hamburg Lilly Tewes. Aus der Ehe stammen drei Kinder: Günther (* 1888), Fritjof (* 1890) und Gudrun (* 1895).

## Schiffbau in der Neptun-Werft
Neben den Bauten für die Handelsmarine, die Fischereiflotte und die Kriegsmarine baute die Neptun-Werft auch Segelyachten. Kaiser Wilhelm II., der den Segelsport in Deutschland förderte und die Kieler Woche besuchte, wollte den Import von Segelyachten aus Großbritannien reduzieren und deutsche Werften zum Bau von Segelschiffen anregen. Barg hatte als Yachtenkonstrukteur direkten Zugang zum Kaiser. 
Barg zeichnete die Risse von etwa 50 Yachten. Die Neptun-Werft baute insgesamt 88 Segelboote und -yachten, zumeist für Auftraggeber in Norddeutschland, aber auch acht Motoryachten. Bekannte Yachten der Werft aus der Zeit von 1895 bis 1926 waren die Ellinor, die Cecile, die Lesmona V und die 1923 als Thalatta gebaute spätere Ettsi IV, unter ihrem Skipper Wilhelm Wölfing Teilnehmerin an der legendären Ozean-Wettfahrt Bermuda-Cuxhaven 1936. Der Reeder Horn gehörte mit allein fünf Bestellungen vor dem Ersten Weltkrieg ebenso zu den Auftraggebern der Werft wie Mitglieder des führenden Kaiserlichen Yacht-Clubs. Horn gab allein mit den vier 12mR Yachten Skeaf II - V  in Serie in Auftrag.